# جان کیتلی فورسیث
جان کیتلی فورسیث (انگلیسی: John Forsyth; ۸ فوریهٔ ۱۸۶۷ – ۱۲ نوامبر ۱۹۲۸) فرد نظامی و سیاست‌مدار اهل استرالیا بود.